# Dichiarazione di Savoy
La Dichiarazione di Savoy è una modifica della Confessione di fede di Westminster redatta nell'ottobre del 1658 da congregazionalisti inglesi riuniti nell'ottobre del 1658 nel Savoy Palace di Londra.
Attivamente coinvolto nella sua redazione è il teologo puritano John Owen.
La differenza fondamentale fra questa Confessione di fede e quella di Westminster si trova nell'aggiunta di un nuovo capitolo dal titolo: "L'Evangelo e l'estensione della grazia che esso offre". Altri cambiamenti includono la sostituzione degli articolo XXX e XXXI con un'ecclesiologia congregazionalista. In questi capitoli si stabilisce l'autonomia delle comunità cristiane locali da organismi ecclesiastici superiori.